# Osterrade
Osterrade település Németországban, Schleswig-Holstein tartományban. Lakosainak száma 413 fő (2023. december 31.).

## Népesség
A település népességének változása:
| Lakosok száma | 509  | 409  | 417  | 412  | 434  | 415  | 413  |
|               | 1975 | 2014 | 2017 | 2019 | 2021 | 2022 | 2023 |